# Cochleoceps
Cochleoceps är ett släkte av fiskar. Cochleoceps ingår i familjen dubbelsugarfiskar.
Kladogram enligt Catalogue of Life:
| Cochleoceps | \| \| Cochleoceps bassensis \| \| \| \| \| \| Cochleoceps bicolor \| \| \| \| \| \| Cochleoceps orientalis \| \| \| \| \| \| Cochleoceps spatula \| \| \| \| \| \| Cochleoceps viridis \| \| \| \| |
|             | \| \| Cochleoceps bassensis \| \| \| \| \| \| Cochleoceps bicolor \| \| \| \| \| \| Cochleoceps orientalis \| \| \| \| \| \| Cochleoceps spatula \| \| \| \| \| \| Cochleoceps viridis \| \| \| \| |
|             | Cochleoceps bassensis |
|             | |
|             | Cochleoceps bicolor |
|             | |
|             | Cochleoceps orientalis |
|             | |
|             | Cochleoceps spatula |
|             | |
|             | Cochleoceps viridis |
|             | |